# Bobrek (jezioro)
Bobrek – jezioro w Polsce położone w województwie warmińsko-mazurskim, w powiecie szczycieńskim, w gminie Szczytno.
- Dane
  - Powierzchnia: 4,36 ha
  - Pojemność: 43,6 tys. m³
  - Hydrologicznie otwarte, wypływa z niego strumyk do jeziora Zaleśna (podobnie mały zbiornik)
- Opis

Bardzo małe jeziorko, o którym nie wie nawet większość okolicznych mieszkańców. Otoczone wyłącznie lasem, położone ok. 2 km. na północ od północnego krańca jeziora Marksewo. Dojazd trudny, najlepiej jechać od Szczytna w stronę Mrągowa drogą krajową nr 58, następnie ok. 3,5 km za Marksewem skręcić w lewo (pierwsza droga utwardzona od Marksewa), potem ponownie w pierwszą utwardzoną drogę w lewo i po przejechaniu 1 km jezioro będzie usytuowane po prawej stronie szosy. Jezioro jest usytuowane na północno-wschodnim krańcu gminy Szczytno, przy granicy z gminą Świętajno i Dźwierzuty.